# Sex i elden

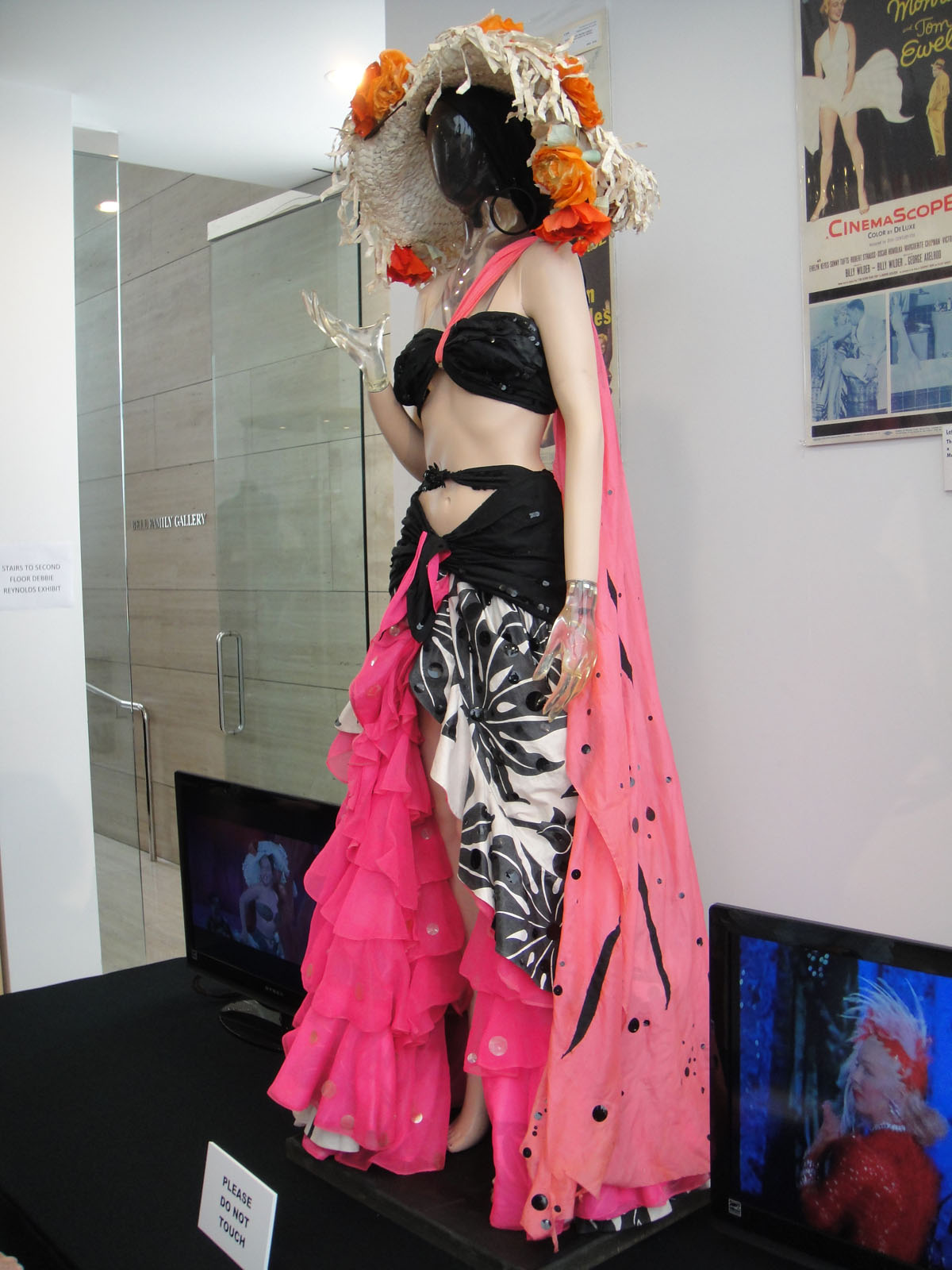
En ekipering buren av Marilyn Monroe i filmen.

Sex i elden (engelska: There's No Business Like Show Business) är en amerikansk musikalfilm  i CinemaScope från 1954 i regi av Walter Lang. I huvudrollerna ses Ethel Merman, Dan Dailey, Donald O'Connor, Mitzi Gaynor, Marilyn Monroe, Johnnie Ray och Richard Eastham. 

## Handling
Victoria Hoffman är en aspirerande showgirl med en överbeskyddande mor. Hon träffar på en musikalfamilj och sonen i familjen blir kär i henne. Hon börjar uppträda med den kända familjen och överglänser dem även i scennärvaro.

## Om filmen
Filmen innehåller ett flertal av Irving Berlins mest kända låtar, bland annat "There's no business like show business".
Filmen hade svensk premiär den 16 maj 1955. 

## Rollista i urval
- Ethel Merman - Molly Donahue
- Donald O'Connor - Tim Donahue
- Marilyn Monroe - Victoria Hoffman
- Dan Dailey - Terence Donahue
- Johnnie Ray - Steve Donahue
- Mitzi Gaynor - Katy Donahue
- Richard Eastham - Lew Harris
- Hugh O'Brian - Charles Gibbs
- Frank McHugh - Eddie Dugan
- Rhys Williams - Fader Dineen
- Lee Patrick - Marge
- Eve Miller - garderobiär
- Robin Raymond - Lilliam Sawyer
- George Chakiris - dansare